# Мелвин (Мичиген)
Мелвин (енгл. Melvin) град је у америчкој савезној држави Мичиген.

## Демографија
По попису из 2010. године број становника је 180, што је 20 (12,5%) становника више него 2000. године.
| Група             | 2000.       | 2010.       |
| Белци             | 155 (96,9%) | 173 (96,1%) |
| Афроамериканци    | 0 (0,0%)    | 1 (0,6%)    |
| Азијати           | 0 (0,0%)    | 0 (0,0%)    |
| Хиспаноамериканци | 2 (1,3%)    | 0 (0,0%)    |
| Укупно            | 160         | 180         |